# Марциале, Марко
Марко Марциале (итал. Marco Marziale; ок. 1440, Венеция — ок. 1507, Венеция) — итальянский живописец раннего Возрождения, периода кватроченто венецианской школы.

## Биография
Биографических сведений о художнике сохранилось крайне мало. Известно, что он работал в Венеции в 1492/93 —1507 годах. Он был учеником Джованни Беллини, как указано в некоторых подписях его картин, а также находился под влиянием брата Джованни Джентиле, и, отчасти, стиля Перуджино. С января 1493 года (по старому юлианскому календарю), когда он должен был, по крайней мере, завершить свое обучение, Марко был нанят Венецианской республикой помощником Джованни Беллини для живописных работ в Зале Большого Совета во Дворце дожей. Однако эти картины были утрачены во время большого пожара 1483 года.
В 1493 году Марко Марциале стал членом братства Скуолы ди Сан-Марко. Около 1500 года переехал в Кремону, которую Венеция захватила в 1499 году и удерживала до 1509 года, когда Миланское герцогство вернуло город. Художник вынужден был уехать, но он написал два алтаря для кремонских церквей; возможно, они были отправлены из Венеции. В 1507 году Марциале подписал работы, которые ныне находятся в Национальной галерее в Лондоне и в Берлинской картинной галерее, после этого о нём ничего не известно. Включая неподписанные произведения, сохранилось около двенадцати картин этого относительно мало известного художника.

## Творчество
Марко Марциале был консервативным художником, его творчество следовало композиционным и стилевым особенностям конца XV века, несмотря на то, что он, возможно, был всего на несколько лет старше Джорджоне и Тициана. Фигуры на его картинах кажутся «деревянными», они выполнены в старом венецианском стиле, уже давно вытесненном в Италии новой флорентийской живописью. В своей живописи Марко много внимания уделял мелким деталям, орнаментации одежд, узорам тканей. Так на картине «Обрезание Иисуса» изображено несколько портретов донаторов (дарителей) семьи Томмазо Раймонди, юриста и поэта, заказавшего эту работу; тщательно изображена их роскошная и модная одежда. В 1872 году английский критик Джон Раскин просил своего друга в Венеции сделать тщательный рисунок вышитой скатерти, вероятно, из Египта, изображённой в «Обрезании Коррера», которую Раскин адаптировал в узор для обоев, использованный затем в его доме Брантвуд в Озерном крае.

## Галерея

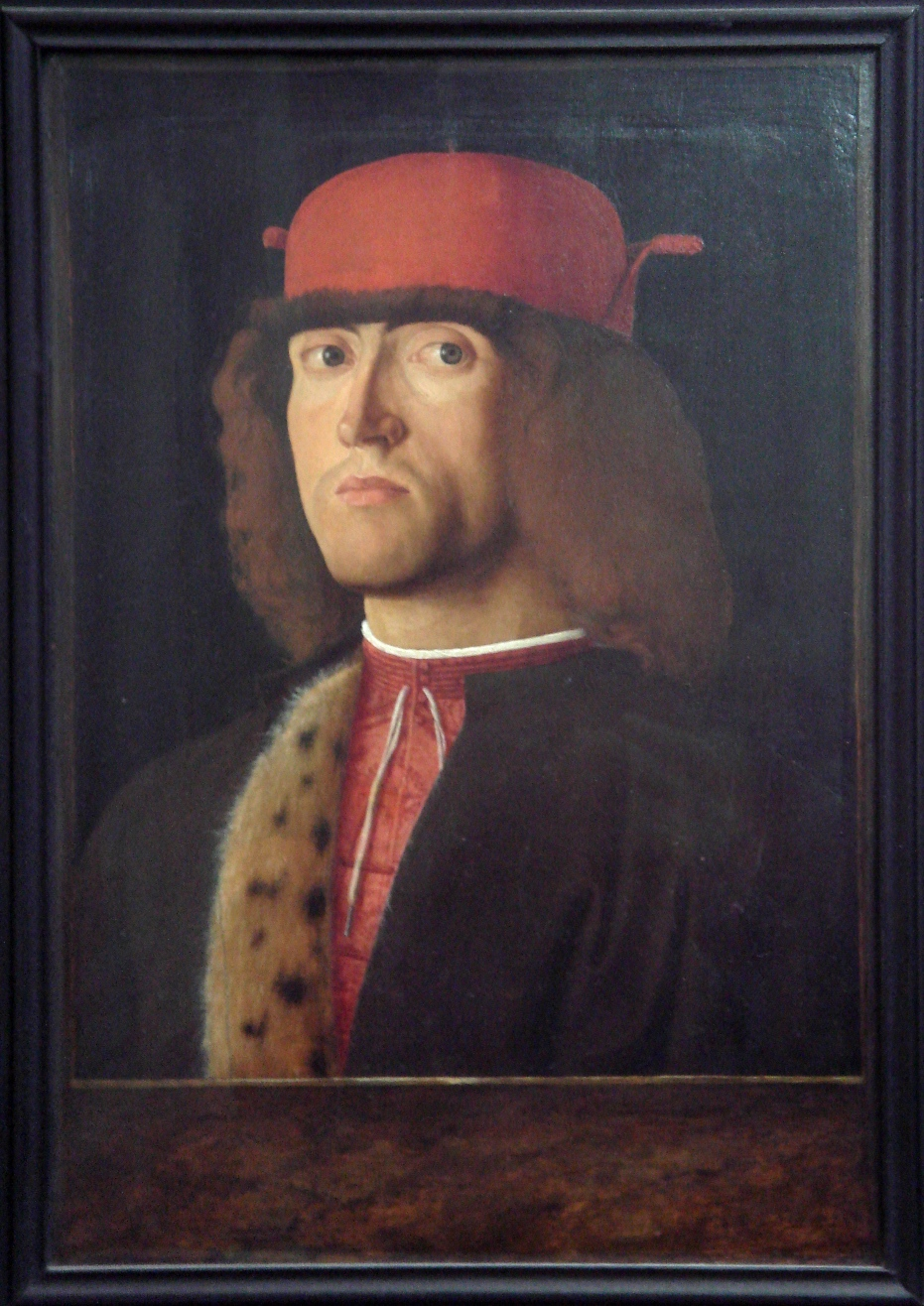
Mужской портрет. Между 1493 и 1507. Дерево, масло. Лувр, Париж
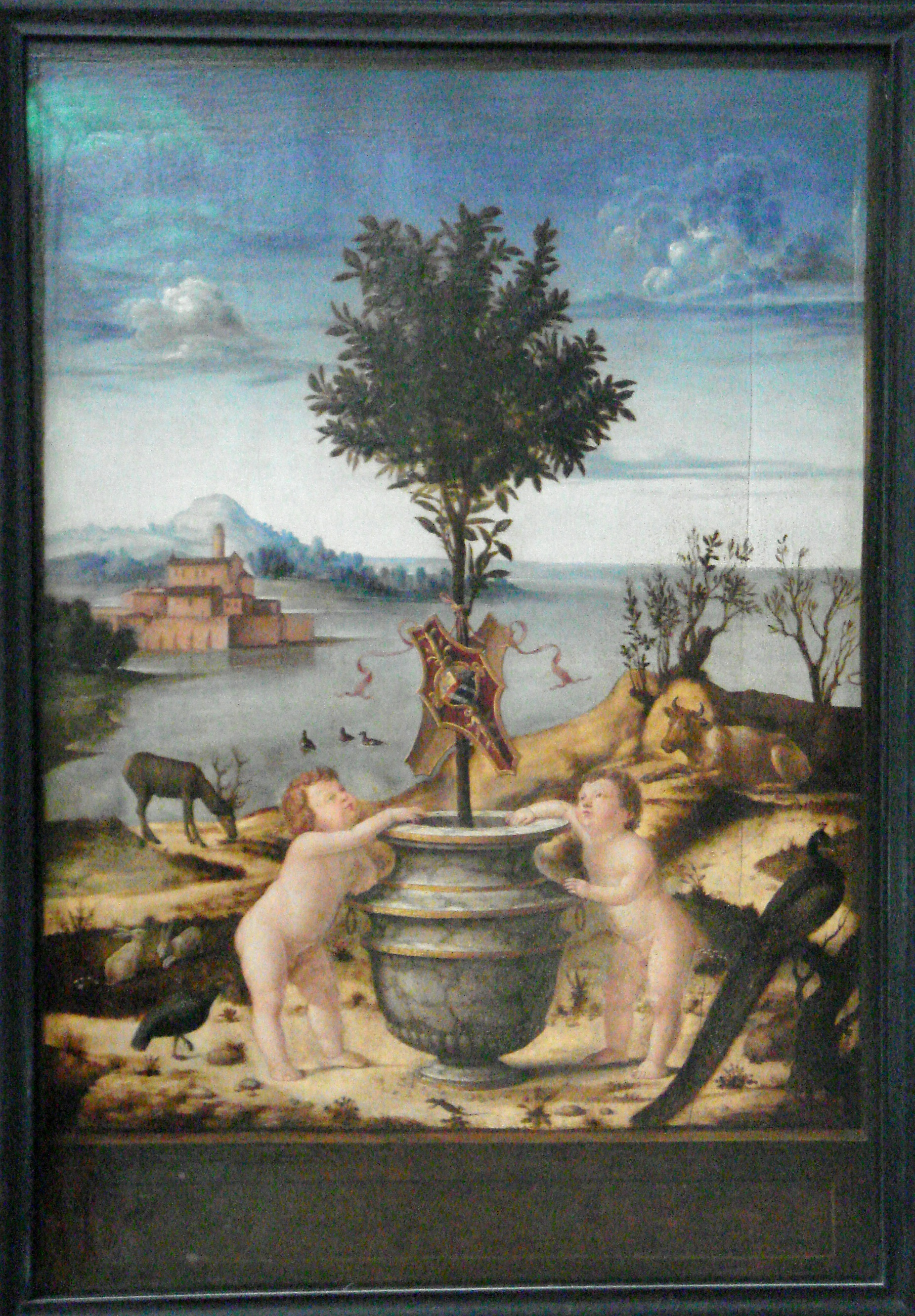
Аллегорический пейзаж. Оборотная сторона картины «Мужской портрет»
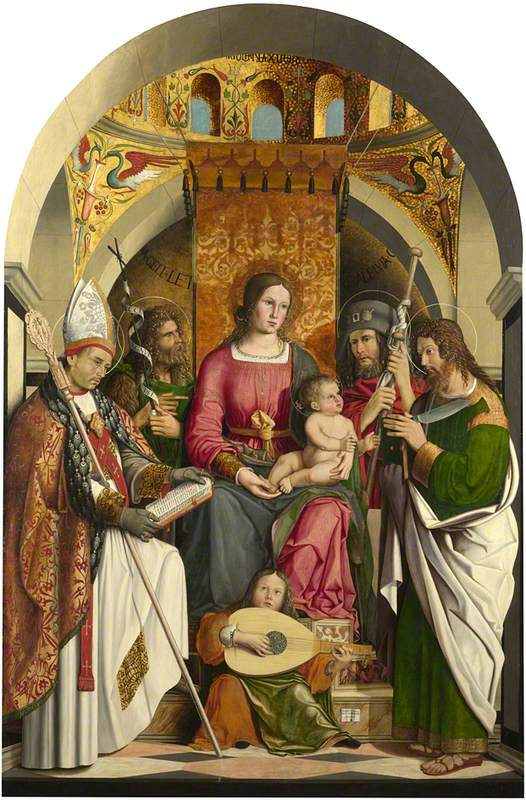
Дева Мария на троне с Младенцем и святыми Галлом, Иоанном Крестителем, Рохом и Бартоломео. 1507. Дерево, масло. Национальная галерея, Лондон
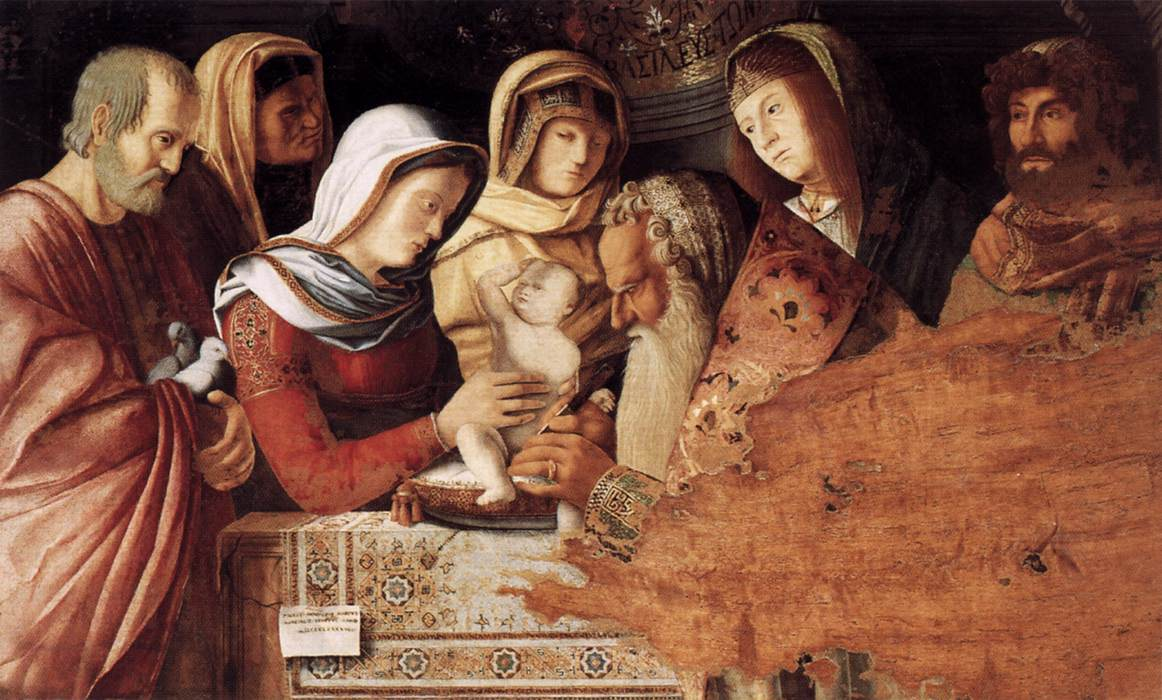
Обрезание Иисуса. Дерево, масло. Музей  Коррер, Венеция
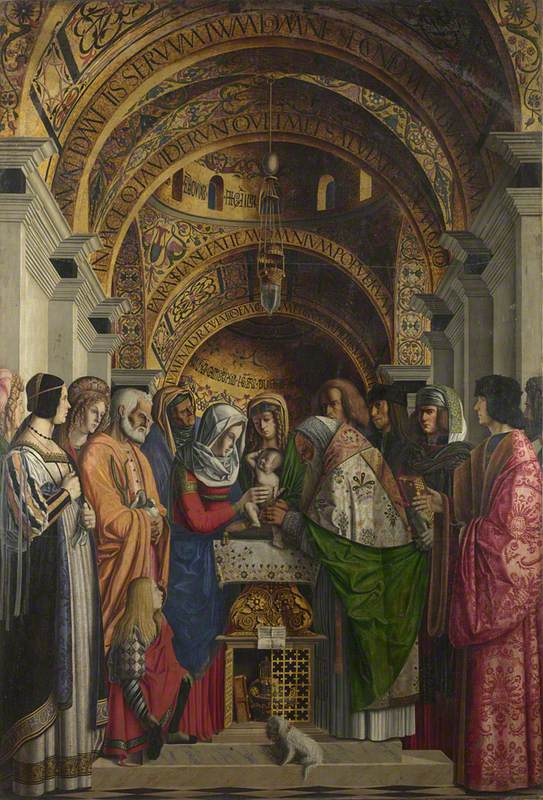
Обрезание Иисуса. 1500. Холст, масло. Национальная галерея, Лондон
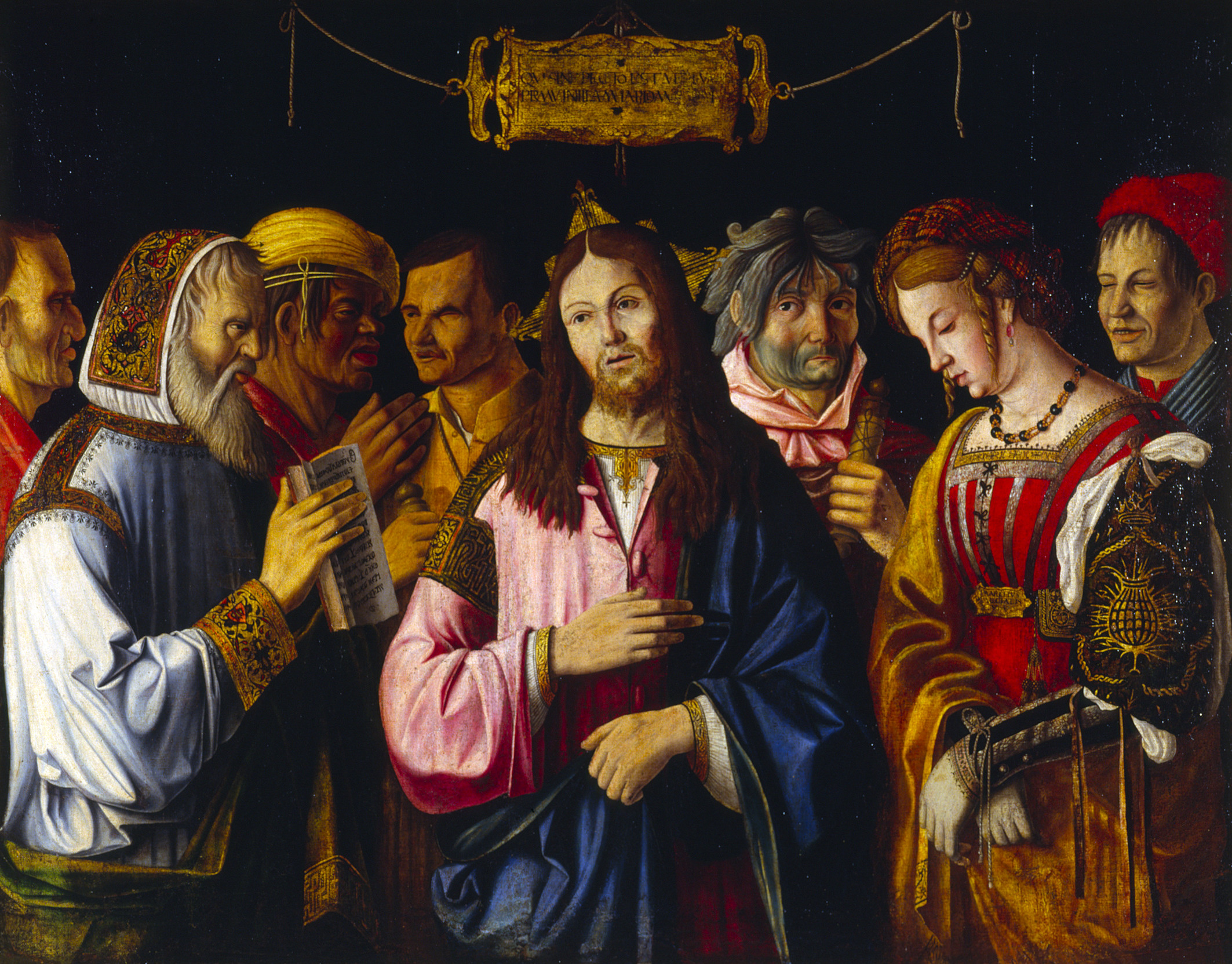
Христос и женщина, застигнутая в прелюбодеянии. 1505. Холст, масло. Боннефантенмузеум, Маастрихт
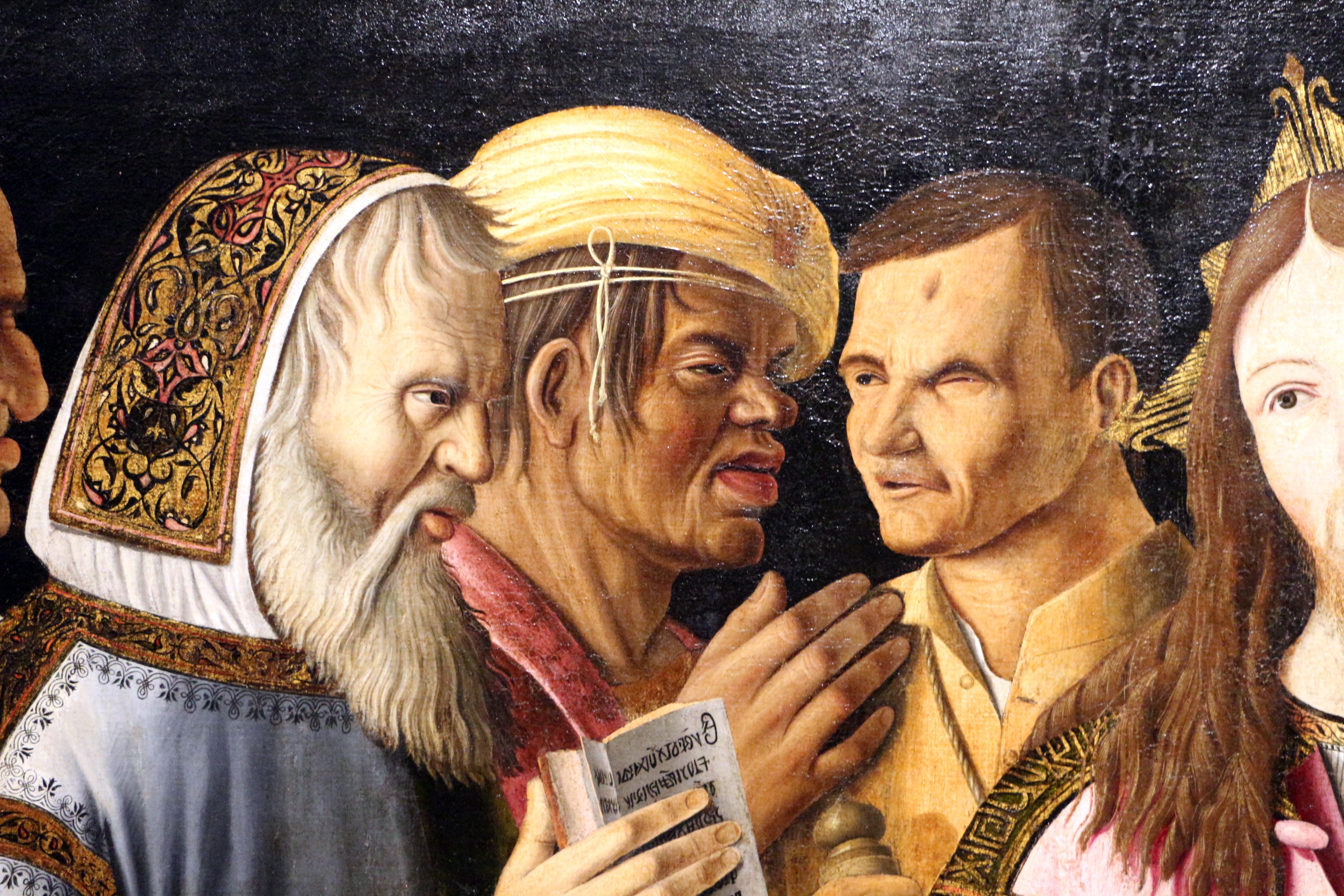
Христос и женщина, застигнутая в прелюбодеянии. Деталь
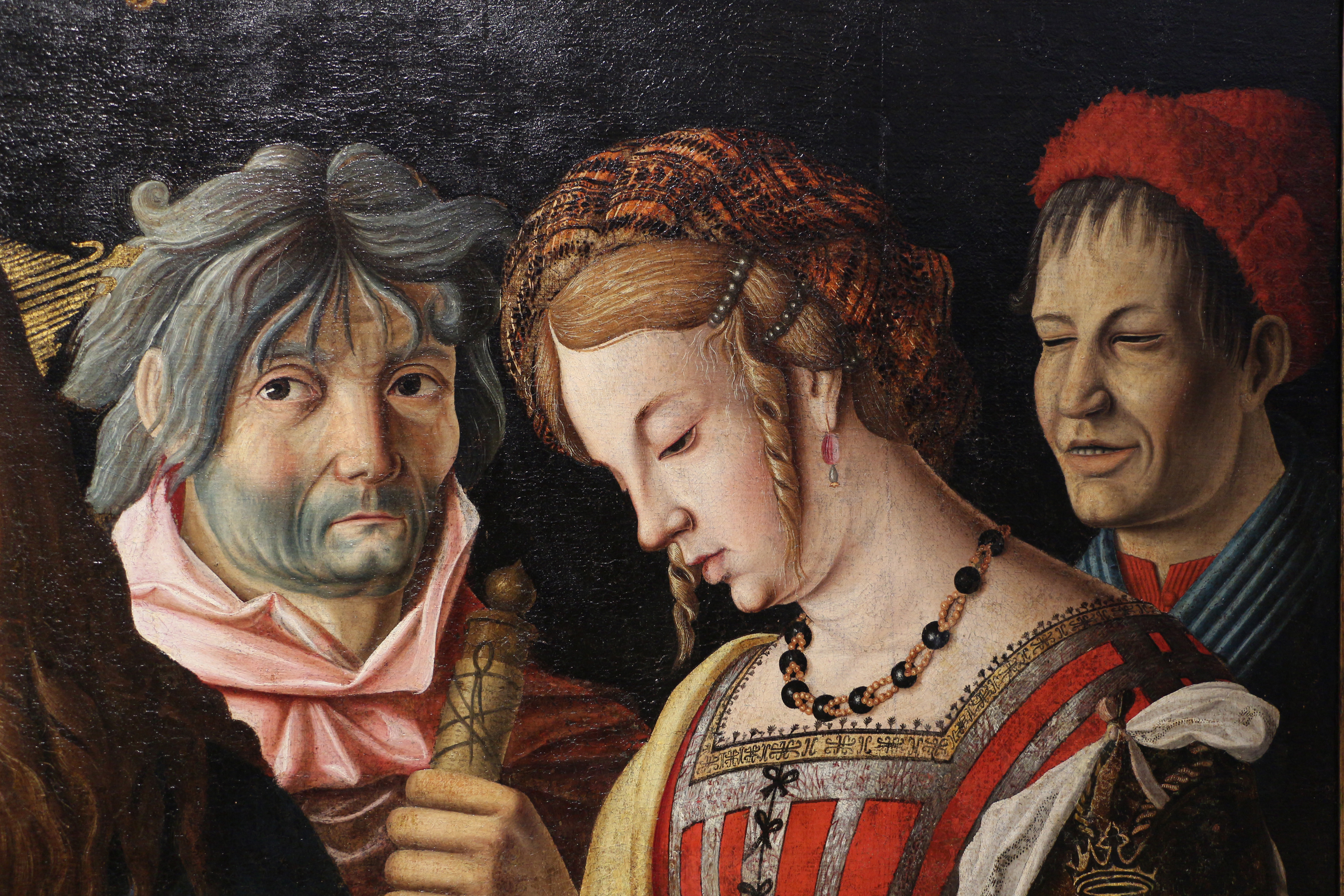
Христос и женщина, застигнутая в прелюбодеянии. Деталь